# My Little Lover
My Little Lover es una banda japonesa de pop que debutó en el año 1995. Originalmente producida por el músico Takeshi Kobayashi, tras el primer álbum de la banda el mismo año el productor se transformó en un miembro más de la banda, junto a Kenji Fujii y Akko, la vocalista con quién un año más tarde también contraería matrimonio.
Originalmente la banda estaba compuesta de Kenji Fujii y Akko, y debutaron con su primer sencillo "Man & Woman" el 1 de mayo de 1995. Tras el lanzamiento del primer álbum de la banda, titulado "evergreen", Takeshi Kobayashi, quien en ese entonces trabajaba como productor para My Little Lover, se unió al dúo como teclista. En 1996 Takeshi y Akko se unieron en matrimonio, y tras esto la banda comienza a trabajar con algo más de lentitud. En el año 2002 Kenji Fujii dejó definitivamenta a la banda, quedando solo como integrantes el dúo entre la pareja Kobayashi.
Tras once años de carrera dentro del sello discográfico TOY'S FACTORY, en julio del 2006 My Little Lover firmó con el sello Avex. Esta nueva etapa es básicamente el proyecto en solitario de Akko (igualmente manteniendo el nombre original de la banda). El primer sencillo en esta nueva etapa fue titulado "Ri·bbon", y también un nuevo álbum con la participación de diversos productores.

## Miembros
- Akko (あっこ, Nombre Real: 小林 亜希子 (Kobayashi Akiko), 10 de enero, 1973) - vocalista.
- Takeshi Kobayashi (小林 武史 Kobayashi Takeshi?) (7 de junio, 1959) - teclista y productor. (hasta 2006)[1]

### Antiguos Miembros
- Kenji Fujii (藤井 謙二 Fujii Kenji?) (8 de marzo, 1969) - guitarrista (hasta 2002)

## Discografía

### Álbumes
1. evergreen (5 de diciembre, 1995)
2. PRESENTS (4 de marzo, 1998)
3. NEW ADVENTURE (2 de septiembre, 1998)
4. THE WATERS (3 de diciembre, 1998)
5. Topics (16 de mayo, 2001)
6. organic (11 de diciembre, 2002)
7. FANTASY (21 de enero, 2004)
8. akko (6 de diciembre, 2006)
Lanzado en ediciones "Original" (オリジナル?) y "Original + Fan Request niyoru Best" (オリジナル+ファン・リクエストによるベスト?).

#### Compilaciones
- singles (12 de diciembre, 2001)
- Self Collection～15currents～ (28 de abril, 2004)

### Sencillos
1. Man & Woman (1 de mayo, 1995)
2. Shiroi Kite (白いカイト?) (3 de julio, 1995)
3. Hello, Again ~Mukashi kara aru Basho~ (Hello,Again～昔からある場所～?) (21 de agosto, 1995)
4. ALICE (22 de abril, 1996)
5. NOW AND THEN ~Ushina wareta Toki wo mo Tomete~ (NOW AND THEN～失われた時を求めて～?) (30 de octubre, 1996)
6. YES～free flower～ (2 de diciembre, 1996)
7. ANIMAL LIFE (25 de junio, 1997) 
Lanzado bajo el nombre MY LITTLE LOVER featuring AKKO.
8. Shuffle (20 de agosto, 1997)
9. Private eyes (12 de noviembre, 1997)
10. Sora no Shita de (空の下で?) (21 de enero, 1998)
11. DESTINY (13 de mayo, 1998)
12. CRAZY LOVE/Days (23 de julio, 1998)
13. Shooting star (Shooting star～シューティングスター～?) (28 de febrero, 2001)
14. Higasa ~japanese beauty~ (日傘～japanese beauty～?) (18 de abril, 2001)
15. Survival/other side (4 de septiembre, 2002)
16. Shinkokyū no Hitsuyō/Kaze to Sora no Kilim (深呼吸の必要／風と空のキリム?) (28 de abril, 2004)
17. Ri·bbon (り・ぼん?) (8 de noviembre, 2006)